# 平成21年度天皇杯・皇后杯全日本バレーボール選手権大会
平成21年度天皇杯・皇后杯全日本バレーボール選手権大会（へいせい21ねんどてんのうはい・こうごうはいぜんにほんバレーボールせんしゅけんたいかい）は、2009年度に開催される天皇杯・皇后杯全日本バレーボール選手権大会。

## 概要
- 大会名称：平成21年度　天皇杯・皇后杯　全日本バレーボール選手権大会
- 開催日：
  - 都道府県予選：2009年4月25日-7月26日
  - ブロックラウンド：2009年9月5日-10月25日
  - セミファイナルラウンド：2009年11月14日-11月23日
  - ファイナルラウンド：2009年12月17日-12月20日
- 会場：
  - 都道府県予選：全国都道府県内体育館
  - ブロックラウンド：各地域ブロック内体育館
  - セミファイナルラウンド：進出チーム地元体育館
  - ファイナルラウンド：東京体育館
- 主催：日本バレーボール協会
- 後援：文部科学省、各都道府県教育委員会、日本テレビ放送網
- 協賛：全日本空輸、アシックス
- 協力：セノー
- 主管：各都道府県バレーボール協会
- 参加資格：平成21年度（財）日本バレーボール協会登録規定により、有効に登録されたチーム及び選手で構成され、小学生を含まないチーム
- 競技規則：平成21年度（財）日本バレーボール協会6人制競技規則による。
- 使用球：5号球
- ネットの高さ：男子2.43m、女子2.24m
- 大会使用球：大会オリジナル球（男子はミカサ製、女子はモルテン製）
- 賞金
  - 優勝　1,000万円
  - 準優勝　400万円

## 出場チーム
（セミファイナルラウンド以降）

### 男子
Vプレミアリーグ（シード）
- 東レ・アローズ
- 豊田合成トレフェルサ
- サントリー・サンバーズ
- パナソニック・パンサーズ
- 堺ブレイザーズ
- JTサンダーズ
- FC東京
- 大分三好ヴァイセアドラー

北海道代表
- 北海道クラブ

東北代表
- 仙台大学

関東代表
- A:東海大学
- B:富士通
- C:順天堂大学
- D:国際武道大学

東海代表
- A:大同特殊鋼レッドスター
- B:ジェイテクトSTINGS

北信越代表
- 新潟教員クラブ

近畿代表
- A:大阪商業大学
- B:近畿大学
- C:きんでんトリニティーブリッツ

中国代表
- 東亜大学

四国代表
- 愛媛大学

九州代表
- A:西日本工業大学
- B:いわさきBlueWave

### 女子
Vプレミアリーグ（シード）
- パイオニアレッドウィングス
- NECレッドロケッツ
- デンソー・エアリービーズ
- トヨタ車体クインシーズ
- 東レ・アローズ
- JTマーヴェラス
- 岡山シーガルズ
- 久光製薬スプリングス

北海道代表
- 北海道教育大学岩見沢校

東北代表
- 東北福祉大学

関東代表
- A:日立佐和リヴァーレ
- B:上尾メディックス
- C:筑波大学

東海代表
- A:愛知学院大学
- B:中京大学

北信越代表
- A:PFUブルーキャッツ
- B:KUROBEアクアフェアリーズ

近畿代表
- A:三洋電機レッドソア
- B:千里金蘭大学

中国代表
- 就実高等学校

四国代表
- 健祥会レッドハーツ

九州代表
- A:フォレストリーヴズ熊本
- B:鹿屋体育大学
- C:東九州龍谷高等学校

## 試合結果
（セミファイナルラウンド以降）

### 男子

#### セミファイナルラウンド
| 2009年11月14日 14:00 |                                       |          |              |
| 仙台大学             | 1 - 3 (20-25) (27-29) (25-17) (18-25) | 東海大学 | 東北福祉大学 |
|                      |                                       |          | 東北福祉大学 |

| 2009年11月15日 11:00   |                                               |              |              |
| 大同特殊鋼レッドスター | 2 - 3 (17-25) (15-25) (25-23) (25-21) (10-15) | 国際武道大学 | 国際武道大学 |
|                        |                                               |              | 国際武道大学 |

| 2009年11月21日 17:00 |                               |            |                  |
| 新潟教員クラブ       | 0 - 3 (16-25) (23-25) (17-25) | 順天堂大学 | 長岡市市民体育館 |
|                      |                               |            | 長岡市市民体育館 |

| 2009年11月21日 18:30 |                                       |          |                          |
| ジェイテクトSTINGS   | 3 - 1 (22-25) (25-18) (25-23) (30-28) | 近畿大学 | ジェイテクトSTINGS体育館 |
|                      |                                       |          | ジェイテクトSTINGS体育館 |

| 2009年11月22日 12:00         |                                       |                |                            |
| きんでんトリニティーブリッツ | 3 - 1 (25-21) (25-20) (22-25) (25-21) | 西日本工業大学 | パナソニックエナジー体育館 |
|                              |                                       |                | パナソニックエナジー体育館 |

| 2009年11月22日 12:30 |                               |        |                |
| 北海道クラブ         | 0 - 3 (21-25) (16-25) (15-25) | 富士通 | 東海大学札幌校 |
|                      |                               |        | 東海大学札幌校 |

| 2009年11月23日 11:00 |                                               |                  |                        |
| 大阪商業大学         | 3 - 2 (15-25) (25-12) (20-25) (25-19) (15-12) | いわさきBlueWave | 桜島勤労者体育センター |
|                      |                                               |                  | 桜島勤労者体育センター |

| 2009年11月23日 13:00 |                               |          |          |
| 東亜大学             | 3 - 0 (26-24) (25-18) (25-13) | 愛媛大学 | 東亜大学 |
|                      |                               |          | 東亜大学 |

#### ファイナルラウンド1回戦
| 2009年12月17日 12:00 |                               |              |                   |
| 大阪商業大学         | 0 - 3 (10-25) (21-25) (22-25) | 東レアローズ | 東京体育館Aコート |
|                      |                               |              | 東京体育館Aコート |

| 2009年12月17日 12:00 |                                       |                      |                   |
| 国際武道大学         | 1 - 3 (22-25) (19-25) (30-28) (22-25) | サントリーサンバーズ | 東京体育館Bコート |
|                      |                                       |                      | 東京体育館Bコート |

| 2009年12月17日 14:00 |                                               |                          |                   |
| 順天堂大学           | 2 - 3 (25-22) (18-25) (25-18) (20-25) (10-15) | 大分三好ヴァイセアドラー | 東京体育館Aコート |
|                      |                                               |                          | 東京体育館Aコート |

| 2009年12月17日 14:00         |                               |              |                   |
| きんでんトリニティーブリッツ | 0 - 3 (16-25) (13-25) (16-25) | JTサンダーズ | 東京体育館Bコート |
|                              |                               |              | 東京体育館Bコート |

| 2009年12月17日 16:00 |                               |                |                   |
| 富士通               | 0 - 3 (20-25) (21-25) (22-25) | 堺ブレイザーズ | 東京体育館Aコート |
|                      |                               |                | 東京体育館Aコート |

| 2009年12月17日 16:00 |                               |                        |                   |
| 東亜大学             | 0 - 3 (17-25) (23-25) (19-25) | パナソニックパンサーズ | 東京体育館Bコート |
|                      |                               |                        | 東京体育館Bコート |

| 2009年12月17日 18:00 |                                               |        |                   |
| ジェイテクトSTINGS   | 2 - 3 (20-25) (25-20) (23-25) (29-27) (11-15) | FC東京 | 東京体育館Aコート |
|                      |                                               |        | 東京体育館Aコート |

| 2009年12月17日 18:00 |                                       |                      |                   |
| 東海大学             | 3 - 1 (23-25) (25-23) (25-22) (26-24) | 豊田合成トレフェルサ | 東京体育館Bコート |
|                      |                                       |                      | 東京体育館Bコート |

#### ファイナルラウンド準々決勝
| 2009年12月18日 16:00 |                                       |                          |                   |
| 東レアローズ         | 3 - 1 (25-22) (25-23) (20-25) (25-17) | 大分三好ヴァイセアドラー | 東京体育館Aコート |
|                      |                                       |                          | 東京体育館Aコート |

| 2009年12月18日 16:00 |                                       |                      |                   |
| JTサンダーズ         | 3 - 1 (25-22) (20-25) (25-17) (26-24) | サントリーサンバーズ | 東京体育館Bコート |
|                      |                                       |                      | 東京体育館Bコート |

| 2009年12月18日 18:00 |                       |                |                   |
| FC東京               | 0 - 3 (21-25) (19-25) | 堺ブレイザーズ | 東京体育館Aコート |
|                      |                       |                | 東京体育館Aコート |

| 2009年12月18日 18:00   |                               |          |                   |
| パナソニックパンサーズ | 3 - 0 (25-17) (25-19) (25-21) | 東海大学 | 東京体育館Bコート |
|                        |                               |          | 東京体育館Bコート |

#### ファイナルラウンド準決勝
| 2009年12月19日 17:00 |                                               |              |                                     |
| 東レアローズ         | 2 - 3 (25-19) (22-25) (24-26) (25-19) (12-15) | JTサンダーズ | 東京体育館特設コート 観客数: 4000人 |
|                      |                                               |              | 東京体育館特設コート 観客数: 4000人 |

| 2009年12月19日 19:35   |                               |                |                                     |
| パナソニックパンサーズ | 3 - 0 (26-24) (25-21) (25-22) | 堺ブレイザーズ | 東京体育館特設コート 観客数: 3000人 |
|                        |                               |                | 東京体育館特設コート 観客数: 3000人 |

#### ファイナルラウンド決勝
| 2009年12月20日 15:10 |                                       |                        |                                     |
| JTサンダーズ         | 2 - 3 (25-19) (23-25) (31-29) (13-15) | パナソニックパンサーズ | 東京体育館特設コート 観客数: 3300人 |
|                      |                                       |                        | 東京体育館特設コート 観客数: 3300人 |

### 女子

#### セミファイナルラウンド
| 2009年11月14日 11:00 |                    |              |              |
| 日立佐和リヴァーレ   | 3 - 0 (25-0) ※棄権 | 東北福祉大学 | 東北福祉大学 |
|                      |                    |              | 東北福祉大学 |

| 2009年11月14日 11:00 |                                       |                   |                    |
| 筑波大学             | 3 - 1 (17-25) (25-10) (25-20) (25-22) | PFUブルーキャッツ | 筑波大学球技体育館 |
|                      |                                       |                   | 筑波大学球技体育館 |

| 2009年11月22日 10:00 |                               |                        |                            |
| 千里金蘭大学         | 3 - 1 (30-32) (25-20) (25-23) | フォレストリーブス熊本 | パナソニックエナジー体育館 |
|                      |                               |                        | パナソニックエナジー体育館 |

| 2009年11月22日 10:30 |                               |                        |                |
| 上尾メディックス     | 3 - 0 (25-17) (25-13) (25-16) | 北海道教育大学岩見沢校 | 東海大学札幌校 |
|                      |                               |                        | 東海大学札幌校 |

| 2009年11月22日 10:30 |                                     |          |                                 |
| 健祥会レッドハーツ   | 3-1 (25-14) (23-25) (25-19) (25-17) | 中京大学 | 愛知学院大学AGUスポーツセンター |
|                      |                                     |          | 愛知学院大学AGUスポーツセンター |

| 2009年11月22日 11:00 |                       |                    |                          |
| 三洋電機レッドソア   | 0 - 3 (20-25) (21-25) | 東九州龍谷高等学校 | 東九州龍谷高等学校体育館 |
|                      |                       |                    | 東九州龍谷高等学校体育館 |

| 2009年11月22日 12:30 |                       |                          |                                 |
| 愛知学院大学         | 0 - 3 (19-25) (20-25) | KUROBEアクアフェアリーズ | 愛知学院大学AGUスポーツセンター |
|                      |                       |                          | 愛知学院大学AGUスポーツセンター |

| 2009年11月23日 10:00 |                               |              |                    |
| 就実高等学校         | 0 - 3 (11-25) (17-25) (18-25) | 鹿屋体育大学 | 就実高等学校体育館 |
|                      |                               |              | 就実高等学校体育館 |

#### ファイナルラウンド1回戦
| 2009年12月17日 12:00     |                              |              |                   |
| KUROBEアクアフェアリーズ | 0 -3 (27-29) (21-25) (13-25) | 東レアローズ | 東京体育館Cコート |
|                          |                              |              | 東京体育館Cコート |

| 2009年12月17日 12:00 |                               |                          |                   |
| 日立佐和リヴァーレ   | 0 - 3 (22-25) (19-25) (20-25) | デンソー・エアリービーズ | 東京体育館Dコート |
|                      |                               |                          | 東京体育館Dコート |

| 2009年12月17日 14:00 |                               |                |                   |
| 千里金蘭大学         | 0 - 3 (12-25) (10-25) (13-25) | JTマーヴェラス | 東京体育館Cコート |
|                      |                               |                | 東京体育館Cコート |

| 2009年12月17日 14:00 |                               |                        |                   |
| 健祥会レッドハーツ   | 0 - 3 (19-25) (20-25) (18-25) | トヨタ車体クインシーズ | 東京体育館Dコート |
|                      |                               |                        | 東京体育館Dコート |

| 2009年12月17日 16:00 |                       |                      |                   |
| 筑波大学             | 0 - 3 (15-25) (13-25) | 久光製薬スプリングス | 東京体育館Cコート |
|                      |                       |                      | 東京体育館Cコート |

| 2009年12月17日 16:00 |                                               |                   |                   |
| 東九州龍谷高等学校   | 3 - 2 (25-22) (24-26) (25-19) (17-25) (16-14) | NECレッドロケッツ | 東京体育館Dコート |
|                      |                                               |                   | 東京体育館Dコート |

| 2009年12月17日 18:00 |                               |                |                   |
| 上尾メディックス     | 0 - 3 (18-25) (22-25) (19-25) | 岡山シーガルス | 東京体育館Cコート |
|                      |                               |                | 東京体育館Cコート |

| 2009年12月17日 18:00 |                               |                            |                   |
| 鹿屋体育大学         | 0 - 3 (21-25) (18-25) (22-25) | パイオニアレッドウィングス | 東京体育館Dコート |
|                      |                               |                            | 東京体育館Dコート |

#### ファイナルラウンド準々決勝
| 2009年12月18日 16:00 |                               |                |                   |
| 東レアローズ         | 3 - 0 (25-17) (25-21) (25-17) | JTマーヴェラス | 東京体育館Cコート |
|                      |                               |                | 東京体育館Cコート |

| 2009年12月18日 16:00   |                                       |                          |                   |
| トヨタ車体クインシーズ | 1 - 3 (17-25) (29-27) (17-25) (25-27) | デンソー・エアリービーズ | 東京体育館Dコート |
|                        |                                       |                          | 東京体育館Dコート |

| 2009年12月18日 18:00 |                               |                      |                   |
| 岡山シーガルズ       | 0 - 3 (14-25) (19-25) (21-25) | 久光製薬スプリングス | 東京体育館Cコート |
|                      |                               |                      | 東京体育館Cコート |

| 2009年12月18日 18:30 |                                       |                            |                   |
| 東九州龍谷高等学校   | 3 - 1 (14-25) (25-19) (25-21) (25-18) | パイオニアレッドウィングス | 東京体育館Dコート |
|                      |                                       |                            | 東京体育館Dコート |

#### ファイナルラウンド準決勝
| 2009年12月19日 12:03 |                                       |                          |                                     |
| 東レアローズ         | 1 - 3 (25-16) (23-25) (33-35) (26-28) | デンソー・エアリービーズ | 東京体育館特設コート 観客数: 3000人 |
|                      |                                       |                          | 東京体育館特設コート 観客数: 3000人 |

| 2009年12月19日 14:40 |                                       |                      |                                     |
| 東九州龍谷高等学校   | 1 - 3 (22-25) (15-25) (25-23) (16-25) | 久光製薬スプリングス | 東京体育館特設コート 観客数: 3500人 |
|                      |                                       |                      | 東京体育館特設コート 観客数: 3500人 |

#### ファイナルラウンド決勝
| 2009年12月20日 12:35     |                                               |                      |                                     |
| デンソー・エアリービーズ | 2 - 3 (25-18) (12-25) (10-25) (25-21) (12-15) | 久光製薬スプリングス | 東京体育館特設コート 観客数: 3000人 |
|                          |                                               |                      | 東京体育館特設コート 観客数: 3000人 |

## 東龍旋風
東九州龍谷高等学校（女子・九州ブロックC代表）がV.プレミアリーグのNECレッドロケッツとパイオニアレッドウィングスを連破しベスト4まで勝ち上がり旋風を巻き起こした。準決勝では優勝した久光製薬スプリングスに3-1で善戦し、会場を大きく沸かせた。
公式戦で高校生チームがV.プレミア勢に勝利したのも、1996年以降皇后杯が下賜されるようになった下賜大会で準決勝進出（ベスト4）したのもそれぞれ史上初の快挙であった。